# Couvent et église Santa Maria a Ripa
 (octobre 2022).
Le couvent et l'église de Santa Maria a Ripa sont situés à Montecatini Alto, un hameau de Montecatini Terme, dans la province de Pistoia.

## Histoire et description
L'édifice monastique du XVIe siècle se caractérise par son style sévère, notamment dans les deux cloîtres construits avec de gros piliers. L'église est accessible par un escalier en pierre, qui date probablement de l'époque romane, ainsi que la façade, avec un toit à pignon, éclairée seulement par deux fenêtres au-dessus du portail.
À l'intérieur, avec une nef unique au plafond voûté en croisée d'ogives, des fresques du XVIIIe siècle ont été mises au jour, époque à laquelle remonte également l'orgue avec son abat-jour en bois sculpté, doré et peint. Lors des restaurations, d'autres fresques fragmentaires sont également apparues dans la chapelle de gauche. Ici se trouvait un tableau du XIVe siècle avec la Vierge à l'Enfant, aujourd'hui conservé à l'intérieur du couvent.

## Source
- (it) « Storia monastero benedettine Montecatini Alto », sur monasterodellebenedettine.com (consulté le 10 octobre 2022)